# Stadtkirchplatz
Der Stadtkirchplatz (auch Piazza genannt) ist ein öffentlicher Platz in Darmstadt.

## Lage
Der Stadtkirchplatz liegt im Darmstädter Zentrum, direkt an dem ältesten Kirchgebäude der Stadt, der Stadtkirche.
Der Platz ist Teil der Fußgängerzone und liegt ca. 200 m südöstlich des Marktplatzes.

## Geschichte und Beschreibung
Bis in das Jahr 1972 war es ein Schotterplatz, der als Parkplatz genutzt wurde. Im Rahmen einer Neugestaltung der Fußgängerzone wurde im Jahr 1972 der Stadtkirchplatz neu gestaltet. Dabei wurde auch der Löwenbrunnen, der zuvor auf dem Hof der Viktoriaschule stand, aufgebaut.
Heute ist er ein belebter Platz mit Außengastronomie, Einzelhandelsgeschäften und Sitzbänken unter Kastanienbäumen.

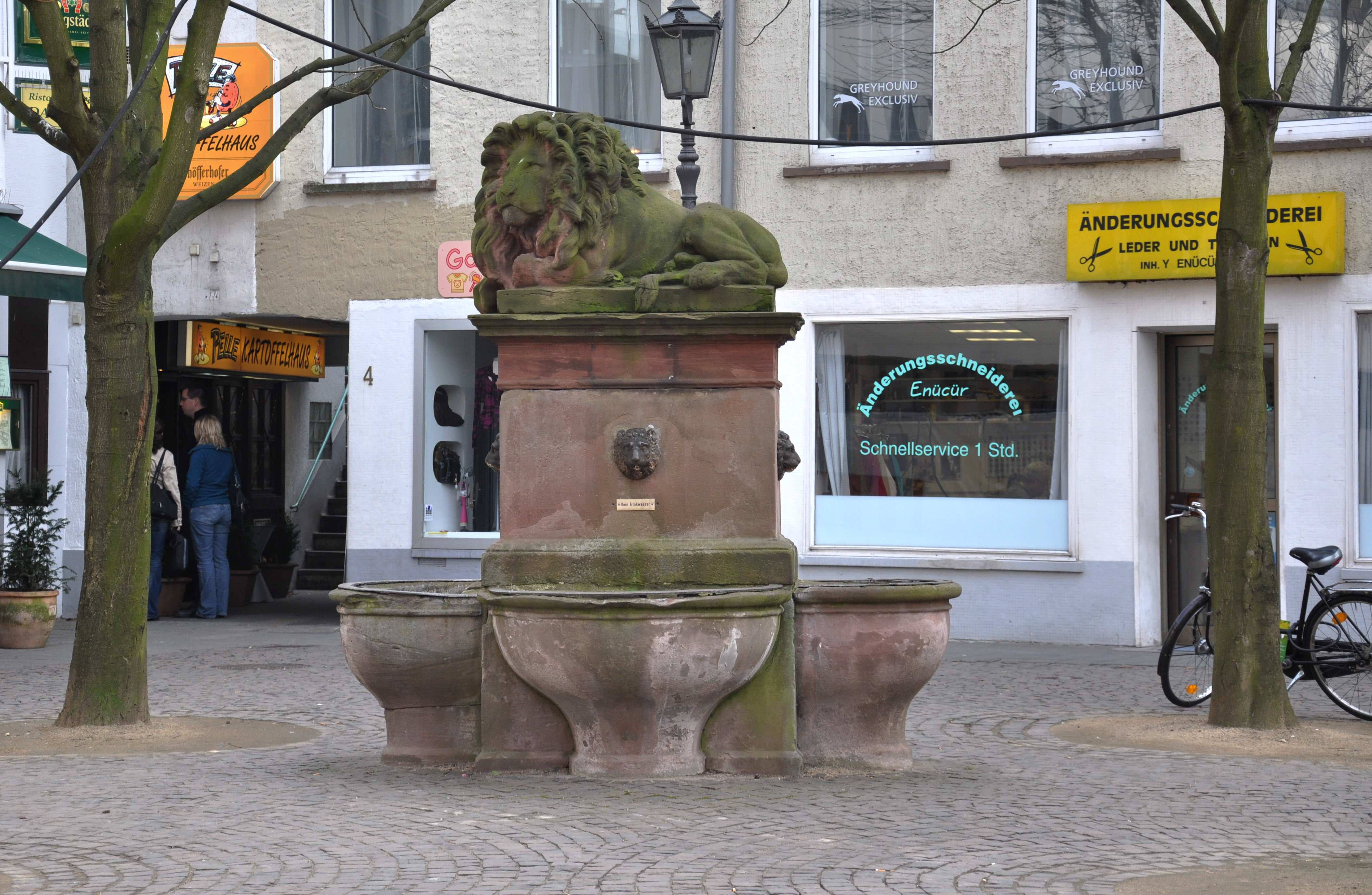
Löwenbrunnen auf dem Stadtkirchplatz

## Veranstaltungen
Jährlich im Juli finden im Rahmen des Heinerfestes Live-Konzerte auf dem Platz statt.
Jährlich im Juni verläuft der Darmstädter Stadtlauf über den Stadtkirchplatz. Der Lauf wird auch Cup da Franco genannt, nach einer ehemals als Sponsor auftretenden Pizzeria an dem Stadtkirchplatz.